# Chris Potter (saksofonista)
Chris Potter (ur. 1 stycznia 1971 w Chicago) – amerykański jazzowy saksofonista, kompozytor i multiinstrumentalista.

## Życiorys
Urodził się w Chicago w Illinois, większość swojego dzieciństwa spędził w Kolumbii w Południowej Karolinie gdzie jego matka wykładała psychologię na University of South Carolina. Od wczesnego dzieciństwa wykazywał zainteresowanie wszelkimi rodzajami muzyki, wykazał niezwykłe uzdolnienia opanowując grę na kilku instrumentach m.in. gitarze i pianinie aby w końcu pozostać przy saksofonie altowymi i tenorowym.
Obecnie mieszka w żoną i dzieckiem w Nowym Jorku, koncertując po świecie ze swoim zespołem Underground.